# سوفی دراسپ
سوفی دراسپ (انگلیسی: Sophie Deraspe؛ زادهٔ ۲۷ اکتبر ۱۹۷۳) کارگردان فیلم، فیلم‌نامه‌نویس اهل کانادا است. از جمله فیلم‌های او می‌توان به آنتیگونه اشاره کرد.